# Соколов, Василий Гаврильевич
Васи́лий Гаври́льевич Соколо́в (род. 1960, Якутск) — российский валторнист и музыкальный педагог, солист симфонического оркестра Новосибирской филармонии, профессор Новосибирской консерватории, заслуженный артист Российской Федерации (1998).

## Биография
Этнический якут, Василий Соколов родился в 1960 году в Якутске. Там же он получил среднее музыкальное образование, окончив в 1970-х годах Якутское музыкальное училище имени М. Н. Жиркова. Поступив в 1979 году в Новосибирскую консерваторию, он окончил её в 1984 году по классу Михаила Косицына. Во время обучения в консерватории он начал работать в Новосибирском академическом симфоническом оркестре, сначала в должности артиста, затем солиста и концертмейстера группы валторн.
С 1996 года Василий Соколов преподаёт в Новосибирской консерватории. Сейчас он имеет звание доцента кафедры духовых и ударных инструментов этого учебного заведения. С 1997 года Соколов также ведёт класс валторны в Новосибирском музыкальном колледже имени А. Ф. Мурова. В 1999 году ему было присвоено почётное звание заслуженный артист Российской Федерации. С 2002 года Соколов также играет в составе брасс-ансамбля «Сибирский Брасс». В 2011 году он был членом жюри Новосибирского областного конкурса юных исполнителей на духовых инструментах.

## Награды и звания
- Лауреат II премии Всероссийского конкурса духовых и ударных инструментов (Саратов, 1983)
- Лауреат III премии Всесоюзного конкурса (Алма-Ата, 1984)
- Заслуженный артист Российской Федерации (31 августа 1998 – Указ № 1038)[4]
- Лауреат филармонической премии «Золотой ключ» (2004)